# Stockholmer Kunstgewerbe-Ausstellung 1909

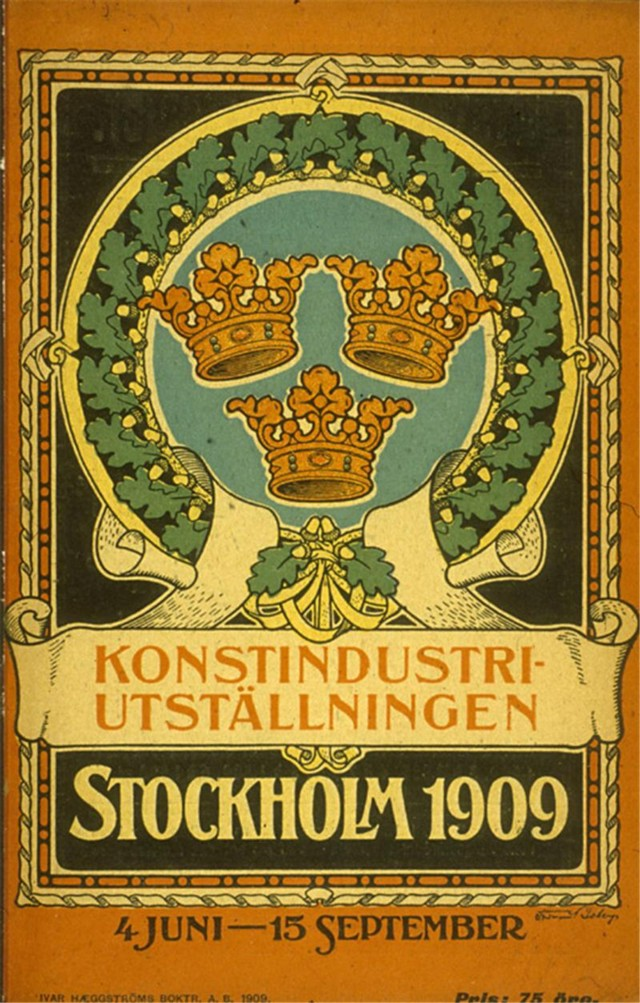
Titelbild des Ausstellungskatalogs

Die Stockholmer Kunstgewerbe-Ausstellung 1909 (schwedisch Konstindustriutställningen 1909) war eine Ausstellung auf Djurgården in Stockholm. Sie dauerte vom 4. Juni bis zum 30. September 1909 und stand nur schwedischen Ausstellern offen.
Die Ausstellung sollte einen Überblick über die Leistungen des heimischen Kunsthandwerks und Kunstgewerbes bieten. Wie bei der Stockholmer Ausstellung 1897 war Ferdinand Boberg Hauptarchitekt. Er gestaltete auch den Ausstellungskatalog. Wegen Bobergs Vorliebe für helle Farben nannte man den Ausstellungsbezirk die Weiße Stadt. Die Schirmherrschaft über die Ausstellung hatte König Gustav V. inne. Dessen Bruder, der selbst künstlerisch tätige Prinz Eugen, war Ehrenvorsitzender und Hofintendant Carl Bendix Ausstellungskommissar. Die Schau stand im Zeichen der Elektrizität. Die Bestuhlung im Ausstellungsrestaurant bestand aus Bugholzstühlen, die Kopien von Michael Thonets „Stuhl Nr. 14“ von 1859 waren. Die Veranstaltung sollte am 15. September enden, wurde aber bis Ende September verlängert.
Ferdinand Boberg gestaltete wenig später als letzte seiner Großausstellungen die Baltische Ausstellung 1914 in Malmö.

## Bildgalerie

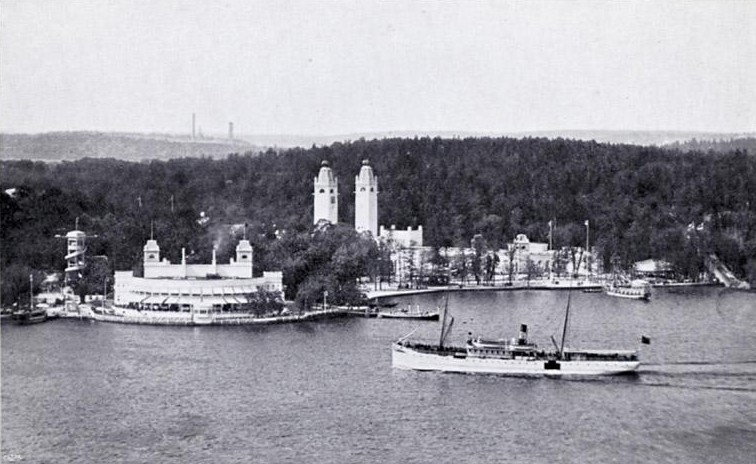
Blick vom Wasser
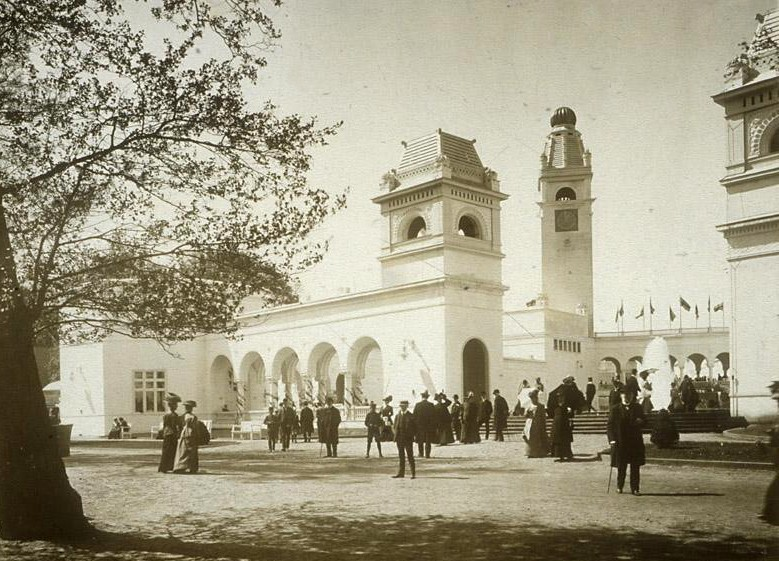
Entré
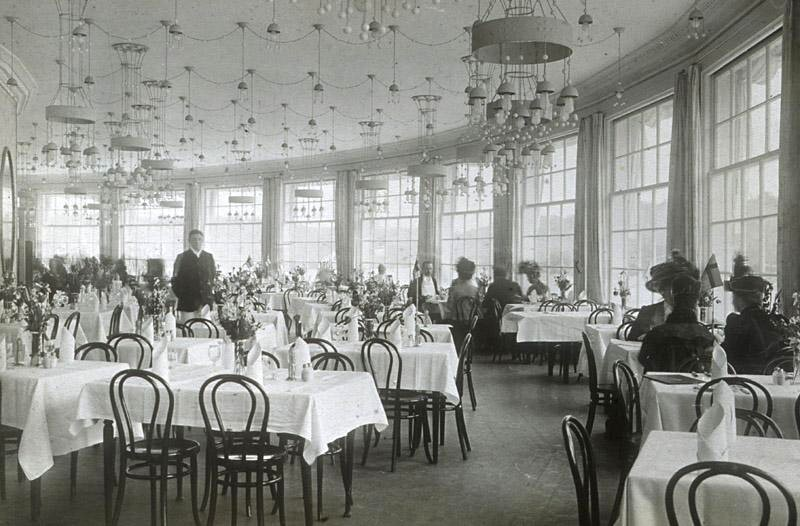
Das große Restaurant

## Andere Großausstellungen in Schweden
- Stockholmer Ausstellung 1866
- Stockholmer Ausstellung 1897
- Stockholmer Ausstellung 1930, Stockholmsutställningen 1930
- Helsingborger Ausstellung 1955, H55
- H99, Helsingborgausstellung 1999